# زيكينا دي أبرو
جوزي غوميس دي أبرو (José Gomes de Abreu)، معروف باسم زيكينا دي أبرو (19 سبتمبر 1880 - 22 يناير 1935 في ساو باولو) كان موسيقيًا وملحنًا برازيليًا. عزف على آلة الكلارينيت والفلوت والبيانو. معزوفته المعروفة هي تيكو تيكو نو فوبا، أصبح زيكينا دي أبرو معروفا في الأربعينات من العمر من خلال المغني والممثل كارمن ميراندا.

## روابط خارجية
- زيكينا دي أبرو على موقع IMDb (الإنجليزية)
- زيكينا دي أبرو على موقع ميوزك برينز (الإنجليزية)
- زيكينا دي أبرو على موقع ديسكوغز (الإنجليزية)